# Echinorhyncha
Echinorhyncha is een geslacht van vier soorten orchideeën uit de onderfamilie Epidendroideae, afgesplitst van Chondrorhyncha, en nauw verwant aan Warczewiczella.
Het zijn kleine, epifytische orchideeën uit natte, tropische, montane regenwouden van Colombia en Ecuador.

## Naamgeving enetymologie
- Synoniem: Chondrorhyncha Lindl. (1846)

De botanische naam Aetheoryncha is afkomstig van het Oudgriekse ἐχῖνος, echinos (egel of zee-egel) en ῥύγχος, rhunchos (snavel, bek), naar de aanhangsels aan het gynostemium.

## Kenmerken
Echinorhyncha-soorten zijn kleine, epifytische planten met een sympodiale groei, oppervlakking gelijkend op Warczewiczella, met twee rijen waaiervormige geplaatste, lancetvormige bladeren en een okselstandige, rechtopstaande, eenbloemige bloeistengel.
De bloemen lijken eveneens op die van Warczewiczellae, maar hebben een bloemlip met een vlakke callus met één of twee centrale lamellen en een gynostemium met twee of meer borstelige, op zee-egels gelijkende aanhangsels aan de onderzijde, vlak bij de stempel. Het stipum is ingesnoerd.

## Taxonomie
Echinorhyncha werd in 2005 beschreven door Robert Dressler. Het werd afgescheiden van Chondrorhyncha op basis van DNA-onderzoek door Whitten en anderen.
Het geslacht omvat vier soorten. De typesoort is Echinorhyncha litensis.

### Soortenlijst
- Echinorhyncha antonii (Ortiz) Dressler (2005) (= Chondrorhyncha antonii Ortiz (1994))
- Echinorhyncha ecuadorensis (Dodson) Dressler (2005) (= Chondrorhyncha ecuadorensis Dodson (1989))
- Echinorhyncha litensis (Dodson) Dressler (2005) (= Chondrorhyncha litensis Dodson (1989))
- Echinorhyncha vollesii (Gerlach, Neudecker & Seeger) Dressler (2005) (= Chondrorhyncha vollesii Gerlach, Neudecker & Seeger (1989))